# Золотистый стафилококк
Золоти́стый стафилоко́кк (лат. Staphylococcus aureus) — вид шаровидных грамположительных бактерий из рода стафилококков. Приблизительно 25—40 % населения являются постоянными носителями этой бактерии, которая может сохраняться на кожных покровах и слизистых оболочках верхних дыхательных путей
S. aureus может вызывать широкий диапазон заболеваний, начиная с лёгких кожных инфекций: угри, импетиго (может быть вызван также и Streptococcus pyogenes), фурункул, флегмона, карбункул, стафилококковый ожогоподобный кожный синдром и абсцесс — до смертельно опасных заболеваний: пневмония, менингит, остеомиелит, эндокардит, инфекционно-токсический шок и сепсис. Диапазон заболеваний простирается от кожных, мягких тканей, респираторных, костных, суставных и эндоваскулярных до раневых инфекций. Он до сих пор является одной из четырёх наиболее частых причин внутрибольничных инфекций, часто вызывая послеоперационные раневые инфекции.

## История
Впервые обнаружен в 1880 году в шотландском городе Абердине Александром Огстоном в гное из хирургических абсцессов. Впервые описан в 1884 году Оттомаром Розенбахом. Розенбах идентифицировал золотистый стафилококк, выделив и отделив его от родственной бактерии Staphylococcus albus.
В 1899 году русский врач Павел Лащенков, исследуя причины массового отравления тортом местных гимназисток, открыл опаснейшие для человека свойства золотистого стафилококка — способность быстро размножаться при температурах свыше 37°С, подавляя при этом бесцветный S. albus.
В начале 1930-х годов врачи начали использовать тест для обнаружения инфекции S. aureus с помощью теста на коагулазу — фермент, продуцируемый бактерией. До 1940-х годов инфекции, вызванные S. aureus, были смертельными для большинства пациентов. Однако врачи обнаружили, что использование пенициллина может вылечить инфекции S. aureus. К концу 1940-х годов устойчивость к пенициллину стала широко распространенной среди этой популяции бактерий, и начали происходить вспышки резистентного штамма.

## Описание
Название бактерия получила благодаря своему внешнему виду под микроскопом: в отличие от большинства бактерий, которые бесцветны, Staphylococcus aureus имеет золотистый цвет, обусловленный пигментами из группы каротиноидов.
S. aureus — бактерия-комменсал; она колонизирует кожу и поверхности слизистых (носа, глотки и влагалища).  Простое наличие микроорганизма на слизистых носа или на коже иногда вызывает ответ организма (акне, аллергическую реакцию)

## Патогенные свойства
Золотистый стафилококк является возбудителем многих инфекций и заболеваний. Возглавляет список бактерий, которыми наиболее часто заражаются в медицинских учреждениях, в США регистрируется более ста тысяч случаев инфицирования стафилококком в год, многие со смертельным исходом.

## Токсины
Стафилококковые токсины – это белки, которые разрушительно действуют на мембраны клеток мишеней, включают альфа-токсин, бета-токсин, дельта-токсин и несколько двухкомпонентных токсинов. Штаммы S. aureus могут содержать также фаги, такие как профаг Φ-PVL, который продуцирует лейкоцидин Пантона-Валентайна (PVL), для увеличения вирулентности. Двухкомпонентный токсин PVL связан с тяжелой некротической пневмонией у детей. 
Эксфолиативные стафилококковые токсины - это экзотоксины, обладающие протеазной активностью и  вызывающие стафилококковый синдром ошпаренной кожи (SSSS), который чаще всего встречается у младенцев и маленьких детей. Это может приводить к эпидемиям в яслях и больницах. Протеазная активность эксфолиативных токсинов вызывает шелушение кожи, наблюдаемое при SSSS.
А α-стафилотоксин образует ионные каналы как в мембранах живых клеток  - эритроцитах, лейкоцитах, так и в искусственных бислойных липидных мембранах.

## Антибиотикорезистентность
С момента открытия пенициллина и активного его использования против стафилококка, под давлением естественного отбора в популяции закрепилась мутация, в связи с которой в настоящее время большинство штаммов устойчивы к этому антибиотику, благодаря наличию у золотистого стафилококка пенициллиназы — фермента, расщепляющего молекулу пенициллина. Для борьбы с бактерией широко применяют метициллин — химически модифицированный пенициллин, который пенициллиназа не разрушает. Но сейчас встречаются штаммы, устойчивые и к метициллину, в связи с чем штаммы золотистого стафилококка делят на метициллин-чувствительные и метициллин-устойчивые штаммы золотистого стафилококка (MRSA), также выделяются ещё более устойчивые штаммы: ванкомицин-резистентный (VRSA) и гликопептид-резистентный (GISA).
Бактерия имеет около 2600 генов и 2,8 миллиона пар оснований в ДНК в своей хромосоме, длина которой 0,5—1,0 мкм.
Для лечения стафилококка применяется стафилококковый бактериофаг — препарат представляет собой жидкую среду, в которой находятся вирусы-фаги, уничтожающие стафилококки.
В 2008 году Федеральное агентство по охране окружающей среды США установило активное выраженное подавляющее воздействие на метициллин-устойчивые штаммы стафилококка золотистого поверхностей из меди и сплавов меди.
Проходят клинические испытания моноклональные антитела: тосатоксумаб.